# Fulltime Killer
Pour plus de détails, voir Fiche technique et Distribution.
Fulltime Killer (全职杀手, Chuen jik sat sau, litt. « Tueur à plein temps ») est un film hongkongais réalisé par Johnnie To et Wai Ka-fai et sorti en 2001 à Hong Kong. C'est l'adaptation du roman éponyme de Pang Ho-cheung.

## Synopsis
"O" est un tueur à gage qui vit reclus depuis la mort de sa femme, Nancy. Il loue deux appartements qui ont vu l'un sur l'autre, un où il habite et l'autre où il ne met jamais les pieds, mais qu'il fait régulièrement entretenir et nettoyer par une jeune femme de ménage, Chin. "O" est plutôt discret, mais il est de loin le numéro un dans le milieu des tueurs à gages. Tok est son plus grand rival. Plus exubérant, il aime jouer les stars. Ses contrats sont bien souvent exécutés à grand renfort d'explosifs. Ancien champion de tir Olympique, il rêve de devenir le numéro un, mais pour cela, il doit se débarrasser de son adversaire "O". Les affrontements avec la police s'enchaînent et les deux adversaires ne cessent de jouer au chat et à la souris. Qui seront les victimes de ce face à face, Lee, un policier acharné, qui ne vit que pour arrêter "O" et qui le traque depuis des années, Chin, souvent prise entre les deux tueurs, "O" ou Tok?

## Fiche technique
- Titre : Fulltime Killer
- Titre original : Chuen jik sat sau (全職殺手)
- Réalisation : Johnnie To et Wai Ka-fai
- Scénario : Joey O'Bryan et Wai Ka-fai, d'après le roman de Pang Ho-cheung
- Production : Andy Lau, Johnnie To et Wai Ka-fai
- Société de production : Milkyway Image et Teamwork Motion Pictures
- Société de distribution : Teamwork Motion Pictures
- Musique : Alex Khaskin, Guy Zerafa et Dave Klotz
- Photographie : Cheng Siu-keung
- Montage : David M. Richardson
- Pays d'origine : Hong Kong
- Format : Couleurs - 1,85:1 - Dolby Digital - 35 mm
- Genre : Policier / Thriller / Action
- Durée : 96 minutes
- Dates de sortie : 3 août 2001 (Hong Kong) / 4 décembre 2002 (France)
- Film interdit aux moins de 12 ans lors de sa sortie en France

## Distribution
- Andy Lau (VF : Bruno Choël) : Tok
- Takashi Sorimachi (VF ; Pierre-François Pistorio ) : O
- Simon Yam (VF;Michel Papineschi): Lee
- Kelly Lin (VF;Nathalie Karsenti): Chin
- Cherrie Ying (VF : Déborah Perret) : Gigi
- Lam Suet : Fat Ice
- Teddy Lin : C7

## Autour du film
- Johnny To et Wai Ka-Fai rendent un hommage explicite au Samouraï et à ses créateurs[1]. Alain Delon (Jeff Costello) est par ailleurs intégré et cité dans la production : le personnage O (Takashi Sorimachi) reprend fidèlement les codes de Jeff Costello, tandis que Tok (Andy Lau), tueur cinéphile, collectionne les VHS de Delon et cite Le Samouraï parmi ses références[2],[3].
- Durant la scène qui se déroule au cinéma, on peut voir la bande annonce de The Mission, un autre film de Johnnie To.

## Récompenses
- Nomination au prix du meilleur montage, lors des Hong Kong Film Awards 2002.